# (6276) Kurohone
(6276) Kurohone ist ein Asteroid des Hauptgürtels, der am 1. Januar 1994 vom japanischen Astronomen Takao Kobayashi am Oizumi-Observatorium (IAU-Code 411) in Ōizumi in der Präfektur Gunma entdeckt wurde.
Der Asteroid ist Mitglied der Koronis-Familie, einer Gruppe von Asteroiden, die nach (158) Koronis benannt ist.
Der Himmelskörper wurde am 23. November 1999 nach der ehemaligen japanischen Gemeinde Kurohone in der Präfektur Gunma auf Honshū, der Hauptinsel von Japan benannt, die für ihre schönen Parks bekannt ist und am 13. Juni 2005 in die Stadt Kiryu eingemeindet wurde.